# Le Courage du peuple
Pour plus de détails, voir Fiche technique et Distribution.
Le Courage du peuple (titre original : El coraje del pueblo) est un film italo-bolivien réalisé par Jorge Sanjinés, sorti en 1971 et sorti en France le 1er mai 1974.

## Synopsis
Le film est le récit des révoltes des mineurs boliviens en 1967 et de la répression qui en suivi, en particulier celles connues sous le nom de la nuit de Saint-Jean.

## Fiche technique
- Titre original : El coraje del pueblo
- Titre français : Le Courage du peuple
- Musique : Nilo Soruco
- Son : Abelardo Kuschnir
- Montage : Juan Carlos Macias, Sergio Buzi
- Distributeur : Fundación Grupo Ukamau
- Producteur : Grupo Ukamau - RAI -Walter Achugar, Edgardo Pallero

## Distribution
Acteurs non professionnels survivants du massacre :
- Domitila Chungara
- Federico Vallejo
- Eusebio Gironda
- Victor Hugo Baspineiro...

## Présentation et récompenses
- Le film est présenté en 2019 lors du Festival international du film d'histoire de Pessac[2].
- Meilleur film à la Mostra internazionale del Nuovo Cinema di Pesaro en 1971[3].
- Prix de l’Office catholique international du cinéma au Festival international du film de Berlin en 1972.
- Grand Prix du Festival de Figueira da Foz en 1975.